# Dax (rappare)
Daniel Nwosu Jr., känd som "Dax", född 22 mars 1994 i St. John's, Kanada, är en kanadensisk rappare och låtskrivare.

## Biografi
Daniel föddes i St. John's i Kanada. Redan som ung fann han intresse i basket och hade stora planer på att spela det professionellt. Han spelade med tre lag under en 4,5 års period. Efter att det inte gått som planerat med basket så jobbade Daniel nattskift som vaktmästare på en skola. Under hans tid som vaktmästare ökade hans intresse för poesi och rap.

## Diskografi
| Titel                 | Utgivningsår |
| --------------------- | ------------ |
| Dear Black Santa      | 2018         |
| She Cheated Again     | 2018         |
| YourWorthIt.org       | 2018         |
| Don't Wanna Die Today | 2018         |
| Plan B                | 2018         |
| I Want                | 2017         |
| Snapchat              | 2017         |
| Self Proclaimed       | 2017         |
| Be Your Fucking Self  | 2017         |

| Titel              | Utgivningsår | Låtar |
| ------------------ | ------------ | --- |
| It's Different Now | 2018         | 7 låtar: - All Night Long - No Cappin - Cracking On My Own - Why Is You Leavin - No Respect (feat. Fururistic) - Gotta Get It (feat. OT Genasis) - Did It First |

| Titel                      | Utgivningsår |
| -------------------------- | ------------ |
| ZEZE                       | 2018         |
| Serve N Protect            | 2018         |
| KILLSHOT                   | 2018         |
| Rap God                    | 2018         |
| Going On Tour              | 2018         |
| Slave Master Freestyle     | 2018         |
| Do For Love                | 2018         |
| Devil's Plan               | 2018         |
| California Love            | 2018         |
| Picture Me Rollin'         | 2017         |
| Unforgettable              | 2017         |
| All Eyez On Me             | 2017         |
| Changes                    | 2017         |
| Hit em Up                  | 2017         |
| Dear Ex                    | 2017         |
| Shape Of You Remix         | 2017         |
| Mask Off                   | 2017         |
| She Cheated                | 2017         |
| Panda "Lost Brother Remix" | 2017         |